# Kosso (Ouarkoye)
Pour les articles homonymes, voir Kosso.
Kosso est un village du département et la commune rurale de Ouarkoye, situé dans la province du Mouhoun et la région de la Boucle du Mouhoun au Burkina Faso.